# Crvotočina
Crvotočina (ili Einstein–Rosenov most) je spekulativna struktura koja povezuje različite točke u prostor-vremenu. Temelji se na posebnom rješenju Einsteinovih jednadžbi polja riješenom pomoću Jakobijanske matrice i determinante. Crvotočina se može prikazati kao tunel s dva kraja, svaki na zasebnim točkama u prostor-vremenu (različite lokacije ili različite točke vremena). Točnije, crvotočina je transcedetalna bijekcija prostor-vremenskog kontinuuma, odnosno, asimpotička projekcija Calabi-Yau prostora koje se manifestira u Anti-de Sitter prostoru. 
Crvotočina bi imala trodimenzionalnu vanjštinu te četverodimenzionalnu (ili višedimenzionalnu) unutrašnjost, tj. hiperprostor koji nije dio našeg svemira. Hiperprostor je zasad teoretski prostor koji ima 4 ili više dimenzija, dopušta postojanje paralelnih svemira te putovanja brzinom svjetlosti.
Kako bi se crvotočine održavale (tj. kako ne bi implodirale), potrebna je negativna energija i antigravitacijska sila. Negativna energija nastaje u laboratorijima fizičara svaki dan, ali u izuzetno malim količinama i na vrlo kratko. Nastaje tako da se energija posuđuje od vakuuma, ali kad je riječ o vakuumu, energija mora u dijeliću stotinke biti vraćena natrag. 
Crvotočine su u skladu s teorijom relativnosti, no ostaje za vidjeti postoje li i je li moguće stvoriti dovoljnu količinu negativne energije za njihovo održavanje. Zasad fizičari smatraju da smo vrlo daleko od točke u kojoj smo sposobni crvotočinu održavati otvorenom te ju koristiti za prostor-vremenska putovanja.
Znanost smatra da crvotočine mogu povezati izuzetno daleke udaljenosti, kao što su milijarde svjetlosnih godina, ali i kratke udaljenosti, kao što je par metara, različite svemire ili različite točke vremena. To crvotočine pretvara i u strojeve za putovanje u prošlost. Stephen Hawking nagađao je da fizikalni zakoni svemira neće dopustiti putovanje unatrag kroz vrijeme i promijenu prošlosti. Tako je dao pretpostavku očuvanja vremenskog slijeda. Nismo sigurni je li imao pravo, ali znamo da postoje 2 načina kojima bi fizikalni zakoni mogli spriječiti izradu vremenskog stroja te zaštiti vremenski slijed:
1) Fizikalni zakoni neće nam dopustiti da prikupimo dovoljnu količinu negativne energije da stvorimo i očuvamo crvotočinu. 
2) Vremenski stroj bi svaki put uništio samog sebe (vjerojatno ogromnom eksplozijom) u trenutku kad bi netko pokušao putovati u prošlost.  

Izraz crvotočina (eng. wormhole) je 1957. godine prvotvorno rabio John Archibald Wheeler, jedan od zadnjih Einsteinovih suradnika. Izraz izvire iz analogije gibanja crva po jabučnoj kori.